# Akkerboom
Akkerboom was een koffieplantage aan de Commewijnerivier in het district Commewijne in Suriname. De plantage ligt stroomafwaarts naast de plantage Weltevreden en stroomopwaarts naast de plantage De Nieuwe Grond.

## Geschiedenis
Toonaangevend voor de behandeling van slaven op de plantage is het verhaal van broeder Forkel, die in 1768 als zendeling van de herrnhutters ging werken op de plantage, waar veel slaven door ziekte en zelfmoord waren gestorven. Forkel moest zich later verantwoorden voor de overheid omdat hij voor de slaven gebeden had.
De grond werd in 1745 uitgegeven aan Dirk Versteeg. Dit gebeurde nadat het fort Nieuw-Amsterdam klaar was en de gronden tussen dat fort en het fort Sommelsdijk beschermd werden. De gronden werden uitgegeven in een grootte van 500 akkers. Al spoedig kwam de plantage in het bezit van het Fonds Luden en Speciaal. De familie Luden was een Amsterdamse familie die rijk was geworden met de handel in stokvis. Later begonnen zij ook een assurantiebedrijf en gingen zij zich steeds meer toeleggen op de geldhandel. Johannes Luden Hendriksz (1739-1794) trouwde in 1763 met Catharina Speciaal. Hij was onder meer reder en koopman op de West, assuradeur bij de firma Luden en Speciaal, later Luden en Co., overman van het gilde van stokviskopers en commissaris van de Wisselbank. Zijn zoon Jacob Hendrik nam zijn zaken en het bezit in Suriname over. Hij was bankier, had zijn eigen onderneming de Firma Jacob Hendrik Luden en Zoonen, was lid van de Raad van Amsterdam en commissaris van de wisselbank. Ook andere leden van de familie Luden hadden bezittingen in Suriname.
In 1835 werd de plantage verkocht aan Hartog Jacobs. De 45 slaven die op de plantage werkten waren apart verkocht. De Joodse familie Jacobs was afkomstig uit Leiden en werkte als pontvoerder in Suriname. Pontvoerders brachten de plantageproducten naar Paramaribo of ladinginnemende schepen. Ook de naast elkaar gelegen katoenplantages Leidenshoop en Jacobslust aan het kanaal van Matapicca waren in hun bezit. In de registers van de emancipatie uit 1863 komt de naam van de plantage niet meer voor.
A la bonne heure · Anna's Zorg · Akkerboom · Alliance · Alkmaar · Andresa · Auka · Andreesgift · Bantaskine · Barbados · Batavia · Beekenhorst · Belladrum · Bellevue · Belwaarde · Beninenburg · Berg en Dal · Bergen op Zoom · Berlijn (Commewijne) · Berlijn (Para) · Bethlehem · Boksweide · Boston · Botany Bay · Boxel · Bronswijk · Brouwerslust · Bruinendaal · Bucklebury · Buitenrust · Burnside · Cadrosspark · Caledonia · Campenburg · Cannewapibo · Catharina Sophia · Clevia  · Cliffort-Kokshoven · Clyde · Concordia · Concordia en een Kwart Lot · Courcabo · De Dageraad · De Goede Vriendschap · De Resolutie · De Vier Hendrikken · Diamond · Dijkveld · Domburg · Dordrecht · Eendragt · Elisabeth's Hoop · Ellen · L'Espérance (Nickerierivier) · L'Espérance (Surinamerivier) · Esthersrust · Fairfield · Fortuin · Flora · Florentia · Frederiksburg · Frederiksdorp · Frederikslust · Geertruidenberg · Geyersvlijt · Glensander · Gloria · Groot Chatillon · Groot Marseille · Guadeloupe · Hague · Hamburg · Hamilton · Hamptoncourt · Hannover · Hazard · Hebron · Hecht en Sterk · Hooyland · Hope · Houttuin · Huntly · Huwelijkszorg · Inverness · Jagtlust · Jodensavanne · Johan & Margaretha · Johanna Catharina · Johanna Maria · Johannesburg · John · Katwijk · Kent · Kerkshoven · Killenstein · Klein Bellevue · Kleinhoop · Krappahoek · Kroonenburg · Kwatta · La Jalousie · La Prosperité · La Rencontre · La Ressource (Saramacca) · La Ressource (Surinamerivier) · La Singularité · Laarwijk · Leasowes · Leliëndaal · Leonsberg · Livorno · Longmay · Lunenburg · Lust en Rust · Lustrijk · Maasstroom · Margarethenburg · Maria Petronella · Mariënbosch · Mariënburg · Margaretha's Gift · Mary's Hope · Meerzorg · Merveille · Moed en Kommer · Mon Bijou · Mon Souci · Mon Trésor · Monnikendam · Mopentibo · Morgenster · Moy · Nieuw Mocha · Nieuwzorg · Nieuwe Aanleg · De Nieuwe Grond · Nijd en Spijt · Novar · Nursery · Nut en Schadelijk · Onoribo · Onverwacht · Oranibo · Ornamibo · Overbrug · Overtoom 
· Oxford · Palestina · Paradise · Persévérance · Petersburg · Picardië · Peperpot · Pieterszorg · Plaisance · Poelwijk · Potosie · Purmerend · Reijnsdorp · Reijnsfort · Rijnberk · Roosenburg · Rorac · Rust en Werk · Rustenburg · Saltzhalen · Sans Souci · Saphir · Sarah · Sardam · Schaapstede · Schoonoord · Sinabo en Gelre · Sint Barbara · Sint Eustatius · Slootwijk · Sorgvliet · Spieringshoek · Standvastigheid · Suidwijn · Suzanna's Daal · Toevlugt (Surinamerivier) · Tout Lui Faut · Toledo · Totness · Tyronne · 't Vertrouwen · Victoria · Vierkinderen · Visserszorg · Voorburg · Voorzorg (Saramacca) · Vossenburg · Vredenburg · Vriendsbeleid en Ouderzorg · Vreeland · Waltonhall · Waldijk · Waterloo · Wederzorg · Welbedacht · Welgelegen (Commewijne) · Welgelegen (Coronie) · Welgevallen · Weltevreden · Wolffs Capoerica · Wolfenbüttel · 't Ylant · Zoelen · Zorg en Hoop (hout) · Zorg en Hoop (indigo) · Zorg en Hoop (katoen) · Zorg en Hoop (suiker)